# René Demanck
René Demanck (Schaerbeek, 11 dicembre 1912 – 2003) è stato un cestista belga.

## Carriera
Ha disputato con la nazionale del Belgio le Olimpiadi di Berlino 1936, scendendo in campo contro Uruguay e Messico. In precedenza aveva preso parte agli Europei 1935, disputando 3 partite.